# Карани (Тимиш)
Карани (рум. Carani) насеље је у Румунији у округу Тимиш у општини Санандреј. Oпштина се налази на надморској висини од 118 m.

## Прошлост
Аустријски царски ревизор Ерлер је 1774. године констатовао да место "Мецидорф" припада Сентандрашком округу, Темишварског дистрикта. У селу је римокатоличка црква а становништво је претежно немачко.

## Становништво
Према подацима из 2002. године у насељу је живело 1794 становника.

### Попис2002.
| Расподела становништва по националности 2002.‍ | Расподела становништва по националности 2002.‍ | Расподела становништва по националности 2002.‍ | Расподела становништва по националности 2002.‍ | Расподела становништва по националности 2002.‍ |
| --------------------------------------------- | --------------------------------------------- | --------------------------------------------- | --------------------------------------------- | --------------------------------------------- |
|                                               |                                               |                                               |                                               |                                               |
| Румуни                                        | Румуни                                        |                                               | 1.624                                         | 90,8%                                         |
| Мађари                                        | Мађари                                        |                                               | 52                                            | 2,9%                                          |
| Украјинци                                     | Украјинци                                     |                                               | 44                                            | 2,5%                                          |
| Немци                                         | Немци                                         |                                               | 63                                            | 3,5%                                          |
| Срби                                          | Срби                                          |                                               | 6                                             | 0,3%                                          |